# 袁湘
袁湘（1195年—1253年），字润夫，蒙古帝国将领，太原临泉（今山西省临县西）人。
有人向金朝将领王公佐推荐袁湘抵御蒙古，于是授忠显校尉，遥授延长县主簿。后以功进武节将军、临泉令。王公佐死后，袁湘降于蒙古，升临泉为州，授袁湘为守将，参与攻克鄜州、延安府。擢升为延安路兵马总管。袁湘劝课程农桑，儒者侯邱、严明、焦举华、张玉明、华美、邵瑞、张辅等人被招于幕下。检料户口，袁湘只统计主户，漏其侨家浮客。朝廷有人攻讦他，他前去申辩，执政以其廉直，将他释归。忽必烈驻跸六盘山，袁湘建言爱惜民力。他五十九岁去世。其子袁克忠，昭勇大将军、陇右道提刑按察使；袁克良，提举太原桴术司。